# 朝阳沟 (豫剧)
《朝阳沟》是由编剧杨兰春于1958年创作的一部著名豫剧作品，是现代豫剧的经典之作。该剧以中国大跃进时期知识青年上山下乡为背景，围绕女主角银环到未婚夫拴保的家乡朝阳沟参加农业生产而展开的一系列矛盾冲突，最后立志扎根农村的爱情故事。河南豫剧院三团在1958年进行了首演，1963年被长春电影制片厂拍摄成豫剧电影。此后，京剧、评剧、吕剧等其他剧种都对朝阳沟进行了移植。

## 剧名由来
朝阳沟的故事发生地为河南省登封市大冶镇曹村，曹村以丘陵和山沟的地形居多，所在地的山坡上有个朝阳寺的山庙，编剧杨兰春因此将这部戏的名字称为朝阳沟。1976年初，曹村的干部群众联名向大冶公社提议，建议将曹村大队改名为朝阳沟大队，并得到大冶公社的同意。目前，朝阳沟已成为一个旅游景区。

## 剧情
高中同学银环和栓保相爱，两人毕业后准备到栓保家乡朝阳沟扎根。但遭到家住城市的银环母亲的反对，经过思想斗争，银环在未通知母亲的情况下便随栓保一同到朝阳沟。到了朝阳沟后，银环被山村秀美的景色吸引，再加上栓保全家的热情接待和村民的真诚鼓励，银环扎根农村的决心更加坚定。不料，银环的母亲赶到朝阳沟，大闹一场，要求银环回家，幸亏村支书替她解了围，把她母亲劝走，银环暂且留了下来。
但随着银环体会到农村劳动的艰辛后，她的热情逐渐消退，再加上农村单调的生活，银环的思想开始动摇。恰好母亲来信，称自己卧病在床，并表达思女之情，次日，银环不顾婆婆挽留，执意离开朝阳沟，在归途中，银环看到自己亲手种的庄稼，以及和栓保共同嫁接的果树，不禁触景生情，思前想后，内心矛盾，在徘徊之际，栓保和村支书赶来，经过好言相劝，银环决定重返朝阳沟，但老支书建议她先回家看望母亲，银环回城得知母亲并未生病，而是骗她回家后，银环当天就返回了朝阳沟。从此银环立志献身于农村，在农村安家落户。

## 演员
- 魏云 ——银环
- 王善朴 ——栓保
- 高洁 ——栓保娘
- 韩登庆 ——栓保爹
- 杨华瑞 ——银环妈
- 陈泓 ——李桂兰
- 高颂喜 ——巧真
- 陈新理 ——老小孩
- 李素萍 ——玲歌
- 刘凌 ——青年乙
- 马琳 ——二婶
- 董芳 ——小董
- 朱义 ——老支书
- 孙大振 ——二小哥
- 朱凡 ——青年甲
- 冯文景、马云英 ——男女社员

## 关于曲作者
曾有鲁本修之女鲁敬诉王基笑著作权侵权，2006年7月3日，河南省郑州市中级人民法院判决驳回原告鲁敬的诉讼请求。依据判决书《朝阳沟》著作权由河南省豫剧三团享有，在该剧创作完成过程中提供创作性劳动的个人只享有署名权。而享有署名权的音乐设计者应为王基笑、姜宏轩、张禹田、梁思晖等。

## 影响
《朝阳沟》是现代豫剧的里程碑之作。该剧1958年首演后曾受毛泽东、周恩来、朱德等接见演职人员。1963年拍成电影上映后流传更加广泛。在“文革”中，因其没有突出“高、大、全”的人物形象而遭禁演。不过由于其在民众中影响深远而被要求重新改编，从1969年10月以来，《朝阳沟》创作组当时根据江青的指示，先后写过7个修改本，并进行了5次试排，两次公演，但是仍旧没有拿出一个比较满意的修改本。并且由于杨兰春的坚持，终究没有乱改。1977年年初，豫剧《朝阳沟》重返舞台。区别于“文革”时期样板戏的《朝阳沟》显得更受欢迎。
虽然《朝阳沟》的剧情与今天的生活相差较远，但因其曲调欢快、内容喜庆，成为中国北方地区，尤其是中原及华北的农村地区举办婚礼时必不可少的曲目。